# 佩卡·莱穆
佩卡·莱穆（芬蘭語：Pekka Leimu，1947年4月11日—），芬兰前男子冰球运动员，场上位置是前锋。他曾代表芬兰国家队参加1968年冬季奥林匹克运动会冰球比赛，获得第5名。